# يوغي يو! آرك-في
يوغي يو! آرك-في (遊☆戯☆王ARC-V（アーク・ファイブ） Yūgiō Āku Faibu، "ارك فايف") هي سلسلة أنمي ياباني من إنتاج ستوديو غالوب. هي خامس سلسلة أنمي يوغي يو!.
يوغي يو! آرك-في (يعرب الي يو غي يو اكو فايبو 遊☆戯☆王ARC-V（アーク・ファイブ） ، «ارك فايف») هي سلسلة أنمي ياباني من إنتاج ستوديو غالوب. هي خامس سلسلة أنمي يوغي يو!.
عرض في اليابان بعد الانتهاء من السلسلة السابقة يوغي يو زيكسيال. تم بث المسلسل في اليابان على تليفزيون طوكيو بين 6 أبريل 2014 و 26 مارس 2017. تم ترخيص السلسلة خارج اليابان بواسطة شركة فور كيه ميديا التابعة لشركة كونامي. وتم إطلاقها دوليًا في عام 2015. وبدأ التكيف من قبل Naohito Miyoshi التسلسل في مجلة شويشا في جامب في أغسطس 2015 وذلك لاطلاق سلسلة المانجا.
السلسلة خلفتها Yu-Gi-Oh! VRAINS ، الذي تم عرضه لأول مرة في 10 مايو 2017.

## القصة
تتمحور قصة انمي يو غي يو! ارك في حول يويا، حيث يحاول الهرب من الواقع القاسي بالابتسام. لكن أحد المبارزات يقوده إلى تصميم على مواجهة الصعوبات وسيحصل على إمكانيات لا حصر لها. موضوع العرض الرئيسي هو «خطوة إلى الأمام بشجاعة !!»
يويا طالب في مدرسة إعدادية، يتعلم أن يصبح «مبارز ترفيهي»، وهو نوع من أنواع مبارزة المحترفين.
تم تعيين القصة في مدينة بارديس على ساحل اليابان. يدير شركة ليو رئيسها ديكلان أكابا. بفضل انتشار «نظام الروية الواقعية الجديد» للشركة، وُلد نوع جديد من المبارزة تسمي «مبارزات الحركة» في مدينة بارديس، وقد حقق شهرة عالمية. يتطلع الأطفال إلى مستوى المبارزين المحترفين بمستوى النجوم، ويتعلمون أساليب الاستدعاء والمبارزة في العديد من المدارس الكبيرة والصغيرة، بما في ذلك يوشو التي في يوم من الأيام، انتهى يويا بخوض مباراة استعراضية مع البطل الحالي للعالم المبارز المحترف …
أثناء المبارزة، تبدأ قلادة يويا ليو مهتمة في يويا. وفي الوقت نفسه، فإن مبارز الظلام يحاول هدم شركة ليو، ويبدو تماما مثل يويا!في التوهج، مما يتيح له الوصول إلى نوع لم يسبق له مثيل من استدعاء يسمى الاستدعاء بالقلادة. هذا يجعل شركة ليو مهتمة بيويا. وفي الوقت نفسه، فإن مبارز غامض يحاول هدم شركة ليو، ويبدو تماما مثل يويا!
من أجل أن يصبح محترفًا ويتبع خطى والده، يجب أن يفوز يويا بأربع مباريات متتالية للتأهل لبطولة دوري ارك. خلال هذا التحدي، ينمو يويا بصفته مبارزًا ويكتسب في النهاية الدخول في البطولة. عندما تكون البطولة على وشك البدء، يتساءل ديكلان عما إذا كان لدى يويا القوة لحماية البعد القياسي من والده ليو أكابا.
بطولة مدينة بارديس جارية، ومباراة يويا الأولى ضد منافسه: سيلفيو. عندما التقيا آخر مرة، وعد سيلفيو بأنه يتقن الاستدعاء بالقلادة قبل مبارزة المقبلة بذلك سيتمكن من هزيمة يويا. وفي الوقت نفسه، خصم سورا ليس سوى شاي، مبارز خطير للغاية من بعد آخر دخل البطولة بناء على طلب ديكلان.
في النهاية، وجد يويا وأصدقاؤه أنفسهم في لغز دائم التزايد يحيط بمدارس المبارزة الرئيسية في المدينة... وخارجها.
. يلتقي يويا لاحقًا بثلاثة مبارزين يشبهونه إلى حد بعيد: المبارز الذي تم جمعه من بعد اكسيز يوتو والذي استوعبه بشكل غير مدروس، ومبارز بعد السينكرو المثير للثقة يوغو، ومبارز بعد الانصهار السادي يوري. تنبعث هذه الإعجابات من أبعاد أخرى إلى جانب البعد القياسي لـ يويا حيث يجد هو وأصدقاؤه أنفسهم وسط نزاع متعدد الأبعاد ضد أكاديمية المبارزة من بعد الدمج، التي يحضر فيها يوري. يقود أكاديمية المبارزة والد أكبل المبتعد، ليو أكابا، الذي يسعى إلى توحيد الأبعاد الأربعة.
بالتعرف تدريجياً على وجود مظلم بداخله منذ امتصاص يوتو، يتعلم يويا أن لديه علاقة نفسية قوية به، ويوغو، ويوري تحدث عندما يتصل تنانينهما المستدعين ببعضهما البعض. أدرك يويا وأصدقاؤه أيضًا أن ليو اكابا يسعى إلى القبض على صديقة طفولة يويا للطفولة يوزو، وعضوة اللانسر من 'بعد الدمج، سيلينا، لأنهما متطابقان مع روري من بعد الاكسيز ورين من بعد السينكرو اللذين تم اخطافهما بالفعل. عند وصولها إلى بعد الدمج لإنقاذ سيلينا، يتم القبض علي يوزو أيضًا مع يويا ومع تسلل اللانسرس إلى اكاديمية المبارزة لإنقاذ الفتيات. عندما يواجهون ليو اكابا، يكشف عن ليو عن سعيه بتوحيد الأبعاد الأربعة ليكون عالمًا واحدًا حتى اليوم الذي حاول فيه مبارز مجنون يدعى زي ارك تدمير كل شيء. كان ليو يعتزم إيقاف زي ارك باستخدام بطاقات En الخاصة.
يكشف ليو أن زي ارك هو الظلام داخل يويا ونظرائه، الذين هم أنفسهم من بقايا جوهر زي ارك المتناثرة، والتي كانت تجبرهم على استيعاب بعضهم البعض بحيث يمكن إعادة تشكيل زي ارك وتحديد انتقامه. فقط راي، التي تم تجسيدها في زوزو ونظرائها، كانت تمنع عن وعي محاولات زارك لاستيقاظها قبل اختطاف ليو للفتيات. يعتزم ليو دمجهم مرة أخرى في ابنته وإعادة جمع الأبعاد الأربعة في البعد الأصلي باستخدام مفاعل ارك في. ومع ذلك، فإن المفاعل غير قادر على استعادة الشكل المادي لراي بالكامل كما خطط ليو بسبب نقص طاقات الحياة. بعد أن استوعب يوري يوغو، استفاد زارك من تحول الأحداث عن طريق الاستيلاء على جثة يويا وجعله يستوعب يوري الراغب في إكمال قيامته. يويا " يواصل أصدقاؤهم جميعًا تحدي زارك في سلسلة من المبارزات الثنائية واحد لمنعه أثناء مد يده إلى يويا. مع امتلاك راي للايرا، أخت ديكلان، لمحاربة زي ارك، تمكن يويا من استعادة نفسه لمساعدة راي على هزيمة زارك باستخدام بطاقات أي ان التي تقسم الأبعاد مرة أخرى.
عندما يستيقظ يويا في البعد القياسي الذي وُلد من جديد على أنه بعد البندول، لم يكن يويا لديه أي ذكر لتجربته عبر الأبعاد أو ما حدث ليوزو حتى استعاد ريجي ذكرياته والجميع مع إعادة تمثيل بطولة دوري الأرك. يتكشف ريجي أن لايرا استغلت لحظة في الفجوة الأبعاد لنقل جوهر زارك من يويا إلى نفسها للحفاظ على روح الشر المبعثرة عبر الأبعاد مرة أخرى. تحولت لايرا إلى فتاة رضع نتيجة لأفعالها. يخشى ريجي من أن يتولى زارك في النهاية السيطرة على جسد رايلي واستئناف هياجه مرة أخرى. أخبر يويا أنه فقط، بصفته جوهر زي ارك، يمكنه إيقاف زي ارك إلى الأبد من خلال استخدام مهارات مبارزة الترفيه الخاصة به لجعل ابتسامة لايرا وتهدئة روح الحيازة. تنتقل يويا إلى أبعاد أخرى ويهزم اللانسرس الأخرين ولايرا تشاهد اللقطات. في طريقه، وجديويا يوزو ونظرائها الثلاثة لا يزالون داخل مفاعل ارك في في حالة غير نشطة. على الرغم من أن نظرائه يساعدونه في ترويض التنين الرابع، إلا أن يويا يعلم أنه لم يحرز أي تقدم مع لايرا. يقنع ريجي بالسماح له بإجراء اختبار المبارز المحترف مباشرة بعد ترقيته إلى الصف الأول، وأصبح ريجي خصمه الاخير. تعلم من كان زي ارك في حياته، تمكن يويا ونظرائه من هزيمة ديكلان وتهدئة نظيرهم السابق. أيقظ هذا الفعل راي، الذي ظهرت في «بعد البندول» وفي دور يوزو، حيث أصبح نظرائها الآن جزءًا منها، على غرار قضية يويا. تم لم شمل اثنين منهم في النهاية، وتوحيد الأبعاد الأربعة مرة أخرى في عالم واحد. لينهي الانمي بمبارزة بين يويا ووالده وهو يقول حان الوقت للحركة

## الشخصيات
- يويا ساكاكي

الأسم بالانجليزي: Sakaki Yuuya الجنس: ذكر
المدرسة: مدرسة يوشو للمبارزة مجموعة بالانمي: انترميت بالإنجليزية Entermate الوحش المفضل: تنين العينين المتخالفتين البندولي بالإنجليزية Odd-Eyes Pendulum Dragon أول ظهور بالانمي: الحلقة الأولى بعنوان «درب النّور، أستدعاء البندول» أول ظهور بالمانجا: الفصل الأول بعنوان «طلقة الواحدة الخاصة» مؤدي الصوت: Kensho Ono
هو الشخصية الرئيسية شخص مرح ونشيط، يحب تسلية الناس مثل أبيه ساكاكي يوشو، وأتمنى أن يصبح مثله مبارزاً ترفيهيًا يوما ما وأيضا لا يحب أن يتحدث أحد على والده ويصفه بالجبان وأصدقائه يحتارون من سلوك يويا ويعتقدون أنه لا يأخذ الأمور بجدية ولكن أثناء مبارزته سترونغ إيشيجيما أثبت أنه مبارز ماهر وذكي وبعد أن تعلم كل شيء من والده ويمكن عادة ما يوضع نظاراته الوقاية على عينيه كلما كان حزينًا أو منزعجًا
- يوزو هيراغي

الأسم بالانجليزي: Hiragi Yuzu الاسم في النسخة العربية المحرفة: زوزو بويل الألقاب: سترونغ يوزو الجنس: أثنى المدرسة: مدرسة يوشو للمبارزة مجموعة بالانمي: فنتازيا Fantasia الوحش المفضل: الفنتازيا بريما-سيدة الموزارت العجيبة Fantasia Prima Prodigy Mozart
أول ظهور بالانمي: الحلقة الأولى «درب النور، أستدعاء البندول» أول ظهور بالمانجا: تشابتر الأول «طلقة الواحدة الخاصة»
مؤدية الصوت: Yuuna Inamura
صديقة يويا منذ الطفولة وأحد طلاب في مدرسة يوشو للمبارزة، وتريد ان تطور مهاراتها أكثر فأكثر وينفذ يوزو صبرها بسرعة، مما تؤدي تصرفاتها إلى عواقب وخيمة، ودائما ما تجادل أحد إن قام بتصرف غبي وأيضا تضرب الناس على رؤوسهم بمروحة ورقية
- ريجي اكابا

الأسم بالانجليزي: Akaba Reiji الاسم في النسخة العربية المحرفة: ديكلاين اكابا الجنس: ذكر المدرسة: مدرسة ليو للمبارزة مجموعة بالانمي: DD أو البعد الآخر الوحش المفضل: غير معروف
أول ظهور بالانمي: الحلقة الثانية «تطور الأقوى للمبارزة، إنها تدعى المبارزة الحركية» أول ظهور بالمانجا: تشابتر الأول «طلقة الواحدة الخاصة»
مؤدي الصوت: Yoshimasa Hosoya
رئيس شركة ليو للمبارزة، ويعد العبقري الذي فاز بالبطولة واصبح محترفًا ولم يبلغ عمره 15 سنة يحترم ساكاكي يوشو ويدافع عنه بشراسه عندما يهان من أحد كما أعلن تنافسه مع ساكاكي يويا ويحترمه وبل يدافع عنه من الأتهامات الباطلة من مهاجمة موظفي شركة ليو
- غونغينزاكا نوبورو

الأسم بالانجليزي: Gongenzaka Noboru الاسم في النسخة العربية المحرفة: غونغ سترونغ الجنس: ذكر المدرسة: غونغينزاكا دوجو
مجموعة بالانمي: ساموراي فائق ثقل Superheavy Samurai الوحش المفضل: امبراطور الأهتياج سوسانو-أو Superheavy Samurai Warlord Susanowo
أول ظهور بالانمي : الحلقة الأولى «درب النور، إستدعاء البندول» مؤدي الصوت في النسخة اليابانية : Yohei Obayashi
صديق يويا المقرب ودائما ما يدعمه ويساعده عندما يتعرض لمضايقة من أحد ويقاتل بجانبه، مبارز ماهر ويستخدم اسلوب التبارز الثابت أي انه لا يتحرك من مكان أثناء المبارزة، ويحمل مجموعة مليئة بالوحوش بلا فخاخ أو سحر
- شيونين سورا

الأسم بالانجليزي : Shiun'in Sora الاسم في النسخة العربية المحرفة : سورا بيرس الجنس : ذكر المدرسة : مدرسة يوشو للمبارزة مجموعة بالانمي : فورنيمال Furnimal الوحش المفضل : دمية الموت-دب المقصات Death-Toy Scissors Bear
أول ظهور بالانمي : الحلقة الثالثة «مدينة الظلام، أوراق البندول المسروقة» مؤدي الصوت : Mie Sonozaki
أخر شخص أنضم لمدرسة يوشو للمبارزة بسبب أنه يريد أن يصبح تلميذ ليويا ويريد أن يرى أستدعاء البندول مرة أخرى، ولكن يويا رفض في البداية وأستمر سورا باللحاق به وبشكل مستمر
- شينجو ساواتاري

الأسم بالانجليزي : Sawatari Shingo الاسم في النسخة العربية المحرفة : سيلفيو ساواتاري الألقاب : نيو ساواتاري Neo Sawatari الجنس : ذكر المدرسة : مدرسة ليو للمبارزة مجموعة بالانمي : طالق السهام Darts Shooter , مجموعة المائية WATER الوحش المفضل : غير معروف
أول ظهور بالانمي : الحلقة الثانية «تطور الأقوى للمبارزة، إنها تدعى المبارزة الحركية» مؤدي الصوت : Shogo Yano
مبارز مدلل ومغرور بشكل لا يصدق ويظن أنه مبارز مثالي، ولا يهتم إلا الأوراق النادرة ولا ينظر إلى الأوراق التي تملك نقاط هجومية قليلة لأنها اوراق تافهة وبعد خسارته أصبح يهتم قليل بالاوراق ويتعهد ليويا أنه يصبح منافسه وسيهزمه
- يوشو ساكاكي

الأسم بالانجليزي Sakaki Yusho الجنس : ذكر المدرسة : مدرسة يوشو للمبارزة مجموعة بالانمي : غير معروف الوحش المفضل : غير معروف أول ظهور بالانمي : الحلقة الأولى «درب النور، إستدعاء البندول» أول ظهور بالمانجا : غير معروف
مؤدي الصوت : Horoki Touchi
والد يويا ورائد وبطل المبارزة الحركية، وقبل سنتين أختفى أثناء المبارزة النهائية ضد سترونغ إيشيجيما ولم يعرف عنه بعد ذلك الا انه ذهب الي بعد الدمج محاولا ايقاف خطة ليو اكابا
- يوتو (ユート Yūto)

مودي الصوت : مانبي تاكاجي (ياباني)؛ مايكل ليسيو الابن (الإنجليزية)
صبي صغير من بعد الاكسيز يشبه يويا في المظهر. لديه القدرة على التسبب في أضرار حقيقية في المبارزات. جنبا إلى جنب مع شاي، يوتو هو يبحث عن روري (لولو في النسخة العربية المحرفة) التي تم القبض عليه حاليا من قبل ليو أكابا. وحشه المفضل هو التنين الاكسيز الثائر الداكن
- روري كوروساكي (كوروساكي روري)

الاسم في النسخة العربية المحرفة : لولو سبج
مؤدية الصوت: رين إيزاوا (ياباني)؛ إميلي باور (الإنجليزية)
و هي نظير من يوزو من بعد الاكسيز وتم اخطاطفها من قبل أكاديمية علي يدي يوري وحشها المفضل هو Xyz - Assembly Nightingale. عندما تم التحكم في ذهنها، أضافت تمكنت من الاستدعاء بطريقة الدمج فيوجن.
- يوغو أو هوجو (ユーゴ Yūgo)

مؤدي الصوت : شينبي تاكاجي، أريزا شيدا (الشباب) (اليابانية)؛ مايكل ليسيو جونيور (الإنجليزية)
هو مبارز توربو وهو نظير نظير يويا من بعد السينكرو. هو غاضب إلى حد ما وغالبا ما يتخلص منه. إنه يتيم نشأ في مدينة دومينو الجديدة. . التقى يوتو في قلب أكاديمية المبارزة، وقاطعته المقاومة. منذ ذلك الحين كان عليه أن ينظر إلى البعد القياسي بعد فترة وجيزة من نقل يوتو إلى بعد الدمج. عاود الظهور في معركة رويال رويالز، حيث قابل يوزو الذي طاردته يوري وتم نقله عن طريق الخطأ مرة أخرى إلى البعد السينكرو معها. ة. تم لم شملهما في نفس الوقت حيث تم لم شملها. ولكن عندما تسلل يوغو إلى أكاديمية المبارزة للعثور على صديقته رين، ينتهي به الأمر في مواجهة يوري . مما دفعه لاستيعاب يوري بعد هزيمته بعد تعلم صلاته. وحشه المفضل هو هو التنين الجناح المتزامن .
- رين (リン رين)

مؤدية الصوت : سارة إيمي بريدكوت (اليابانية)؛ إميلي باور (الإنجليزية)
هي نظيرة يوزو من بعد السينكرو ومجموعتها اسمها Windwitch. عندما تم التحكم في عقلها، استطاعت التواصل لقوي الاستدعاء بالدمج
- يوري / جويري (ユーリ يوري)

مؤدي الصوت : كينشو أونو (ياباني)؛ مايكل ليسيو جونيور (الإنجليزية)
شخص آخر يشبه بشدة يوتو ويوجو ويويا. ساعد ليو أكابا للقبض على يوزو. ظهر خلال معركة رويال وهو طالب من اكادمية المبارزة.
- سيلينا / سيرينا (セレナ سيرينا)

مؤدية صوت: يينا إينامورا (اليابانية)؛ إميلي باور (الإنجليزية)
مبارزة أنثى من بعد الدمج تشبه يوزو. ومجموعتها Lunalight ووحشها المفضلة Lunalight Cat Dancer.
- أيو أيوكاوا

الاسم في النسخة العربية المحرفة : اّللي
صديقة يويا وطالبة مدرسة يوشو للمبارزة. وهي تشجع يويا واصدقائها خلال العديد من المبارزات. هي أيضا مبارزة.
- تاتسويا ياماشيرو

الاسم في النسخة العربية المحرفة: تيت
صديق يويا وأصدقائه. إنه أكبر معجبين بـيويا. إنه طالب في مدرسة يوشو للمبارزة. انه يشجع يويا وأصدقائه خلال العديد من المبارزات. وهو أيضا مبارز.
- فتوشي هارادا

الاسم في النسخة العربية المحرفة : فريدريك
صديق يويا وطالب في مدرسة يوشو للمبارزة. انه يشجع يويا وأصدقائه خلال العديد من المبارزات. وهو أيضا مبارز.
- شوزو هراجي

الاسم في النسخة العربية المحرفة : سكيب بويل
هو مدير مدرسة يوشو للمبارزة . أسس هذه المدرسة مع يوشو ساكاكي، والد يويا. هو والد يوزو . إنه مجنون بعض الشيء لكن نواياه تجاه ابنته وتلاميذه دائماً جيدة جداً.

## طرق الاستدعاء التي ظهرت في الانمي
ظهر في ذلك الانمي طرق الاستدعاء المختلفة وهي
- الأستدعاء بالدمج

ويتم بواسطة ورقة الدمج (الانصهار)أو باستخدام أوراق سحرية أخرى
يستخدم أحد الاوراق ليدمج وحشين أو عدة وحوش معًا سواء كانت في الملعب أو في يد اللاعب ويدعون (مواد الدمج Fusion Material) وتكون مطلب أساسي لكي يتم الدمج
- الأستدعاء بالسينكرو

تستطيع عمل هذا الأستدعاء تحتاج لوحش مغير "Tuner" ووحش غير مغير "non tuner" لإستدعاء وحش من المجموعة الأضافية، وبشرط يكون مستواه مساوي لمستوى الوحشين
- الأستدعاء بالأكسيز

وهو أنك تستخدم وحشين لهما نفس المستوى في الملعب، وتستعملهما لإستدعاء وحش إكسيز ومن مجموعة الإضافية، وأيضًا وحوش إكسيز لها (رتب Rank) وليس مستويات مثل بقية الوحوش وإكسيز مختلف عن إستدعاء المتزامن رتبة الوحش ليس مجموع مستويات الوحوش المستخدمة بل تكون حسب مستوى الوحشين لو أستخدمنا وحشين من المستوى 3 , وعمل بهما إستدعاء إكسيز، يظهر لي وحش من المرتبة الثالث وتدور حول وحوش الإكسيز ما يسمى (وحدات تغطية Overlay Unit) وهي الأضواء التي يحررها وحوش إكسيز لتفعيل قدراتها الخاصة
- الأستدعاء بالبندول

هذا الأستدعاء له مكان خاص به يسمى (منطقة البندول Pendulum Zones) والتي يضع بها (وحوش البندول Pendulum Monster) وكل وحش بندول يملك ما يسمى (مقياس البندول Pendulum Scale) ويتراوح ما بين قيمتي من واحد إلى اثنا عشر وعندما تضع وحشين بندول لهما قيمتين مختلفتين مثل الأول قيمة 2 والثاني 7 فيمكنك كل دور إستدعاء جميع وحوش من يدي إلى الملعب بشرط أن يكونوا ما بين المستوى 3 إلى 6 وأيضا كل وحوش البندول لها قدرات على حسب وضع إذا كان في الملعب أو في منطقة البندول

## الابعاد الاربعة
تدور القصة في اربع ابعاد مختلفة بعد الدمج وبعد السينكرو وبعد الاكسيز وبعد البندول أو القلادة والبعد الخامس الذي ينشا من دمج الابعاد الاربعة

### البعد القياسي
البعد القياسي، عرف فيما بعد كبعد البندول، هو البعد الذي تقع فيه مدينة بارديس. هذا هو المكان الرئيسي الذي تدور فيه للموسم الأول. في الأصل ليس لديه سوى مستخدمي الاستدعاء بالتضحية، يحتوي البعد القياسي على جميع أساليب استدعاء الثلاثة: الدمج والاكسيز والسينكرو، التي تم تقديمها إليها بواسطة ليو اكابا ومؤسسة ليو. يُعرف هذا البعد بـمبارزة الحركة الفريد، والذي يستخدم نظام Real Solid Vision System لإعطاء الكتلة لصور الهولوغرام والسماح لـلمبارزين بالتفاعل مع وحوشهم والبيئة المصطنعة. نظام الرؤية الصلبة الحقيقي هو شكل متطور من نظام الرؤية الصلبة الأصلي، والذي كان يحتوي فقط على صور ثلاثية الأبعاد غير ملموسة. بعد المعركة ضد زي ارك، تم إعادة تسمية البعد القياسي باعتباره البندول حيث يمكن للجميع الآن استخدام استدعاء بالبندول

### بعد السينكرو
يعد بعد السينكرو بُعدًا يستخدم كل السكان فيه استدعاء السينكرو كما يظهر في انمي يو غي أوه! فايف دي اس . موقعه هو مدينة دومينو الجديدة (ويشار إليها أيضًا باسم «المدينة» فقط)، والتي تعد بمثابة المكان الذي تحدث فيه احداث الموسم الثاني. مدينة دومينو الجديدة تزدهر على مجتمع المنافسة الحرة التي تتكون من فئتين. فئة النخبة البالغة 1٪، هي مجتمع الطبقة العليا الذي يعيش في ثروة، في حين أن طبقة العامة الفقراء هم الطبقة الأدنى 99٪ من المجتمع الذين يعيشون في فقر تحت النخبة ويعانون من التمييز، ويتم التعامل معهم كأدوات للسماح للنخبة بالعيش بثراء لذلك تمردوا علي حريتهم المحدودة، بدأ العامة في المبارزة بطريقة مبارزة السرعة وهي عبارة عن مبارزات علي درجات نارية مقترنة بأقراص مبارزة أصبحت هذه المبارزات معروفة لاحقًا باسم التيربو . يحكم مدينة دومينو الجديدة المجلس الإداري، الذي يدعم القانون والأمن الذين يتصرفون كشرطة ولكن لصالح فئة النخبة . للحفاظ على السلام في المدينة، يقوم المجلس الإداري بتنظيم بطولة تسمي بكأس الصداقة السنوي، حيث يمكن للمبارزين من كلا من النخبة والعامة أن ينافسوا بعضهم في مبارزة التيربو . ومع ذلك، يتم إرسال أولئك الذين يخسرون إلى مكب القمامة تحت الأرض مع فرصة ضئيلة أو معدومة للعودة إلى السطح. بعد مبارزة يويا ضد جاك في المباراة النهائية لكأس الصداقة، تقاعد المجلس الإداري وتم إلغاء نظام الطبقة الاجتماعية.. وظهر كل من جاك أطلس، كرو هوجان، ولازار من انمي يوغي يو ! فايف دي اس كنظائر مختلفة

### بعد الاكسيز
يعد بعد الاكسيز بُعدًا يستخدم جميع سكانه استدعاء بالاكسيز Xyz. كما يظهر في انمي يو غي أوه! زيكسيل . موقعه هو مدينة هارتلاند، والتي تعد بمثابة المكان التي تدور فيها احداث للنصف الأول من الموسم الثالث. تحولت مدينة هارتلاند إلى خراب من بسبب الغزو من قبل أكاديمية المبارزة، مع بقية الناجين الذين شكلوا مجموعة مقاومة مقرها في قلب مدينة هارتلاند المدمرة. قبل الغزو، كان هناك فرعين من مدرسة هارت لاند للمبارزة التي تسمى Spade Branch و Clover Branch ، حيث أصبح كلاهما القوى الرئيسية لمجموعة المقاومة. تم تدمير فرع Spade في هجوم لاحق. كايتو تينجو هو واحدة من الشخصيات الرئيسية في انمي يوغي يو ! زيكسيل، الذي يظهر مرة أخرى كنظير عالمي مختلف من سلسلة زيكسيل .

### بعد الدمج
يعد بعد الدمج بعدًا يستخدم سكانه جميعًا استدعاء بالدمج Fusion. الذي يظهر في نسخة يو غي أوه! GX. إنه بمثابة المكان الذي تدور فيه احداث للنصف الثاني من الموسم الثالث. عندما يأتي ليو إلى بعد الدمج بعد استعادته لذكرياته، أسس اكاديمية المبارزة القائمة على المقاتلين ويجمع العديد من المبارزين الأقوياء من جميع أنحاء البعد لتحقيق هدفه المتمثل في ملاحقة تجسيد راي. طلاب اكاديمية المبارزة معظمهم من الأطفال الذين تم نقلهم من عائلات أخرى مرة واحدة في العمر. يجبرون على البقاء في الحرم الجامعي لتدريبهم كجنود حتى يتم الانتهاء من مشروع ارك ارينا. يتم تصنيف هؤلاء الذين فروا من اكاديمية المبارزة على أنهم خونة وسيتم تحويلهم إلى بطاقات كعقاب. تعد تينجوين اسكا وايدو فينيكس من الشخصيات الرئيسية في انمي يوجي يو جي إكس، اللتين ظهرتا في ظهورهما كنظرين مختلفين في هذا البعد.

### البعد الأصلي
البعد الأصلي، المعروف أيضًا باسم العالم المتحد أو ارك في أو البعد الخامس، كان عالماً مستقبلي، الشكل الأصلي للأبعاد الأربعة وحيث نشأ نظام الرؤية الحقيقية. عندما بدأ زي ارك، استخدمت Ray بطاقات En التي طورها والدها لتقسيم هذا الواقع، لتقسيم كائن زي ارك وجعله غير ضار على حساب الحصول على منشقة في العملية. هدف ليو هو استعادة البعد الأصلي باعتباره بعدًا جديدًا أطلق عليه اسم ارك في أو البعد الخامس من خلال دمج الأبعاد الأربعة ودمج يويا ونظرائها مع آلة ارك في التي أنشأها، والتي تعمل بالطاقة من قبل طاقات حياة الأشخاص الذين تحولوا إلى بطاقات، لذلك يمكن إعادة ولادة ابنته راي. بعد أن يستخدم راي بطاقات En لتقسيم العالم مرة أخرى إلى الأبعاد الأربعة، يكشف ريجي أن الأبعاد لا تزال مرتبطة بالبقايا النشطة من ارك في التي تعمل بمثابة فتحات، مع جوهر راي لا يزال في قلب المفاعل داخل بعد الدمج، حتى يويا يهدئ زارك وتتمكن لايرا من هزمه لتعيد كل شئ كما كان.

## الوسائط

### الأنيمي
تم الإعلان عن الانمي لأول مرة في ديسمبر 2013 في مجلة Shueisha 's Weekly Shonen Jump . بثت سلسلة أنيمي على شاشة تلفزيون طوكيو بين 6 أبريل 2014 و 26 مارس 2017، والتي حلت محل يو غي أوه! زيكسيل . استحوذت شركة 4K Media Inc. على السلسلة خارج اليابان وخططت لإطلاق المسلسل دوليًا في عام 2015. ظهر إصدار 4K لأول مرة في 12 مارس 2015 في ألمانيا والنمسا وسويسرا . في أمريكا الشمالية، بدأت الدبلجة الإنجليزية في البث على Teletoon في كندا في 24 يوليو 2015، وعلى Nicktoons في الولايات المتحدة في 21 فبراير 2016 وتم بث الموسم الأول علي قناة مركز تلفيزيون الشرق الأوسط mbc 3 في 2018 ومن المنتظر عرض الموسمين المتبقين في 2019 .

### المانغا
المانجا واحد شوت يتضح من Naohito ميوشي نشرت في العدد 2014 يوليو من شويشا الصورة في جمب مجلة نشرت يوم 21 مايو، 2014. وتم إصدار نسخة إنجليزية في 26 مايو 2014 على يكلي شونين . بدأت سلسلة كاملة من تأليف ميوشي بالتسلسل في V Jump في 21 أغسطس 2015. وقد تم نشره باللغة الإنجليزية عن طريق Viz Media في شونين جامب الرقمي في 24 أغسطس 2015. مانغا عرضية من Akihiro Tomonaga بعنوان يو غي أوه! ارك في : سايكيو مبارز يويا !! (う う ☆ 戯 ぎ ☆ 王 お う C ARC-V 最強 デ ュ エ リ リ ト 遊 遊 矢 !!، أشعل. تم مسلسل "Yu-Gi-Oh! Arc-V: Yuya the Greatest Duelist !!) في Saikyō Jump بين 3 أبريل 2015 و 3 أغسطس 2017 وتم جمعها في مجلدين.

## الموسيقى
موسيقي الدخول العربية وهي مدبلجة عن أغنية الدخول الإنجليزية «هل تشعر بالقوة» من تأليف ماكس سورلا وثيودور وساراي هوارد وجوردن ياغر وسيرجيو كابرال (واستخدمت منذ الحلقة الاولي وحتى الحلقة الآخيرة)

## التغيرات الجديدة في لعبة مبارزة الوحوش
يو غي أوه! ارك في اضاف عناصر لعب جديدة إلى لعبة Yu-Gi-Oh! مبارازة الوحوش . بعد إصدار Starter Deck 2014، تم تقديم وحوش البندوليوم أو القلادة Pendulum Monsters إلى لعبة مبارزة الوحوش. وهي مزيج من اوراق الوحوش Monster والسحر Spell ، يمكن إما استدعاؤه بشكل تقليدي ، أو «تنشيطه» في مناطق البندول المضافة حديثًا كبطاقات سحرية ، مع تأثيرها المنفصل. في «مقياس البندول»، تحتوي البطاقات على «مقياس» البندول يحدد رقم مستوي البطاقة ، إذا كان هناك بطاقتان بندوليتان في كلتا المنطقتين ، يمكن للاعب تنفيذ نوع جديد من الاستدعاء. يُعرف باسم استدعاء البندول أو الاستدعاء بالقلادة يُسمح للاعب بأن يستدعي في وقت واحد كمية غير محدودة من الوحوش من أيديهم (أو من اوراق المجموعة) إلى الحقل بشرط أن تكون مستوياتهم بين مستوي الوحوش المستخدمة (وليس مساوية) لـ البطاقات الموجودة على منطقة البندول. يمكن للاعبين أداء استدعاء بندول واحد فقط في كل دور. إذا تم تدمير وحش البندول أو تم ابعاده أثناء وجوده في الملعب لا يذهب إلى المقبرة وبدلاً من ذلك يذهب إلى اوراق المجموعة الإضافية ، حيث يمكن للاعب إعادة البندول واستدعاءهم في الادوار التالية. إذا تم استخدام وحوش البندول Pendulum Monsters كمادة اكسيز (وحدة جمع) XYZ للوحش اكسيز XYZ وتمت إزالتها عبر تأثير وحش الاكسيز XYZ Monster ، فسوف يذهب المقبرة.
أما بالنسبة للقواعد التنافسية ، فلم يعد بإمكان اللاعب الذي يبدا أولاً أن يعتمد على مرحلة السحب الأولى. يمكن لكل لاعب الآن التحكم في مجال السحب في وقت واحد وتطبيق كلا من قواعد حقل السحر على اللعبة
و عندما تمت إضافة وحوش الترابط تم حذف مناطق البندول واضافتها لمنطقة السحر .

## لعبة فيديو
تم الإعلان عن إصدار لعبة فيديو تعتمد على المسلسل يو غي أوه! ارك في تحت اسم يوغي يو ارك في تاج فورس سبيشل في أكتوبر 2014  وتم إصدار في اليابان في 22 يناير 2015. تم إصدار اللعبة لـ PSP و PS Vita
.

## استقبال
جاءت السلسلة في المرتبة 64 لدى «مهرجان جائزة أنمي طوكيو» في فئة أعلى 90 أنمي متلفز لسنة 2016 مع 729 من الأصوات والمرتبة 250 «محطة أن إتش كي أبدت أنها أفضل ضمن 400 أنمي في جميع الأوقات»  ومع ذلك، فإن سلسلة جاءت سيئة في موقع نيكو نيكو دوغا.

## الاختلافات بين النسخة اليابانية الاصلية والنسخة العربية المحرفة
تتضمن التعديلات العامة تغييرات في الحوار والأسماء والتسجيل.
- بعض الأسماء أمريكية مثل يوزو الي زوزو بويل وريجي اكابا الي ديكلاين اكابا وشينغو سواتاري الي سيلفيو سواتاري ولايرا اكابا الي رايلي اكابا ونوبورو غونغنزاكا الي غونغ سترونج وماسومي كوتسو الي جوليا كريستال وتم الإبقاء علي بعض الأسماء كما هي مثل يويا سكاكي ويوشو ساكاكي ويوكو ساكاكي «والدة يويا».
- تم تغيير أسماء المصطلحات التي تم إرجاعها من السلسلة السابقة لتصبح هي نفسها كما هو الحال في الدبلجات السابقة ، في كثير من الأحيان تختلف في اليابانية (على سبيل المثال ، أصبح مكتب الأمن العام ومدينة دومينو الجديدة امن المدينة والمدينة باللغة اليابانية بين Yu- Gi-Oh! 5D's و ARC-V ، بينما هما Sector Sector و New Domino City في كل من 5D و ARC-V في الدبلجة).
- تم استبدال الموسيقى اليابانية في الدوبلاج العربي .
- في منطقة البندول يتم استبدال آثار التنشيط وقياس نقطة الصوت بأخرى مختلفة عن الأصلية.
- تم إضافة حوار في بعض المشاهد لإزالة الصمت.
- تم تغيير شعار تشوجيرو توكوماتسو من «استمتع بالمبارزة» إلى «كن بطلاً».
- ذكريات الماضي من غزو هارتلاند تظهر باللون الأرجواني.
- تم تطويل شارب نيكو سمايلي لتجنب تشابه أدولف هتلر.
- تم تغيير اسم "LDS" (مدرسة ليو مبارزة) إلى "LID" (معهد ليو للمبارزة).
- تم إزالة أسماء المبارزين في بداية جميع المبارزات وتوسيع عداد نقاط الحياة.
- تم إطالة التنانير والجوارب على الشخصيات النسائية لتجنب أي آثار جنسية.
- تم رسم معظم النص الياباني رقميًا حيث تم استبداله بنص إنجليزي أو تم ازالته
- عندما يحمل مبارز بطاقة (بطاقات) بطريقة تبدو كما لو كانت تقلب الطائر ، يتم إعادة رسم يدهم. مثال شائع على ذلك هو عندما *يكون مبارز على وشك وضع وحش أو (وحوش) للاستدعاء بالقلادة في (منطقة البندول) أثناء الاحتفاظ بـوحوش بندول .
- في الإعلانات ، يتم رسم كل بطاقة معروضة رقميًا.
- تم تحرير بعض الوحوش لتتوافق مع أعمالهم الفنية الخاصة بـبطاقات لعبة مبارزة الوحوش التجارية .
- تم حذف شرح تفسير مبارزات الحركة قبل بداية الافتتاح.
- تم قطع بعض اللقطات التي تظهر نصوص عن قرب. مثال على ذلك لقطة عن قرب لأحد الملصقات مع نص أو لقطة عن قرب لمحتويات كتاب.
- تم قص أو ازالة أو تقصير بعض المشاهد العنيفة جدًا بحيث لا يمكن عرضها.
- في البداية تم قطع المشاهد الخاصة بأدوات وحوش " Frightfur " التي كانت تنفجر من أجسادهم عن الطريق ، لكن تم تركهم لاحقًا.
- تم تغيير الشارة اليابانية وتم استبدلها بواحدة جديدة في الدبلجة .
- تم حذف المشاهد التي فيها أي ايحائات جنسية أو عنيفة مثل الموت والاصابات وازالة الاسلحة ان وجدت .
- طبعا الاوراق كما تعودنا ستظهر صورة الورقة بالكامل وفي المربع كبير به عدد النجوم والهجوم ودفاع الوحش كما ظهر في الاجزاء الاخري من السلسلة وبالطبع في الاوراق سيتم أي ازالة رموز دينية أو غريبة واستبدلها باخري وظهر الورق كما في جزء يوغي زيكسيال

## الأصوات العربية
- عبدو حكيم - يويا ساكاكي[9]
- ليال إبراهيم، تمارا صعب أو ماريبال صوما - زوزو بويل؟
- حسان حمدان - سيلفيو ساواتاري، ديبر أوريون، نيكو سمايلي
- رودي قليعاني - شاي أوبسيديان

## مواقع هامة
- Official website (باليابانية)
- 15764 في شبكة أخبار الأنمي

## روابط خارجية
- يوغي يو! آرك-في على موقع IMDb (الإنجليزية)
- يوغي يو! آرك-في على موقع قاعدة بيانات الفيلم (الإنجليزية)
- يوغي يو! آرك-في على موقع ANN anime (الإنجليزية)